# Стад ель-Менза
Стадіон Ель-Менза (фр. Stade El Menzah, (араб. الملعب الأولمبي بالمنزه) — багатофункціональний стадіон, розташований на півночі міста Туніс.

## Історія

### Спортивні події

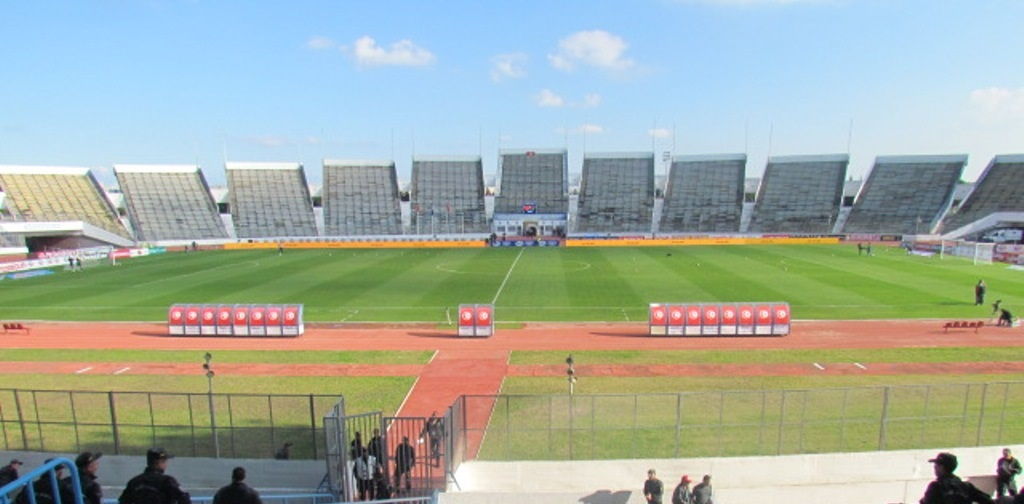
Внутрішній вигляд стадіону Ель-Менза

Стадіон був побудований для проведення Середземноморських ігор 1967 року одночасно з олімпійським басейном та гімнастичною залою. З тих пір він є невід'ємною частиною головного спортивного комплексу Тунісу. Там виступали три великі футбольні команди країни — «Есперанс», «Клуб Африкен» та «Стад Тунізьєн». Також на арені проходили матчі дебютного молодіжного чемпіонату світу з футболу 1977 року, в тому числі і фінал турніру.
Стадіон було повністю реконструйовано до Кубку африканських націй 1994 року і він став вміщувати 39 858 глядачів. VIP-секція складається з трибуни та 2-х салонів, які вміщають 300 людей. На стадіоні проходили матчі національної збірної Тунісу до відкриття Олімпійського стадіону в Радесі в 2001 році.

### Музичні події
Поп-зірка Майкл Джексон виконав свій перший і єдиний концерт у Тунісі на цьому стадіоні під час свого світового туру HIStory 7 жовтня 1996 року перед 90 000 шанувальниками.
Стінг виступив на стадіоні під час його туру Brand New Day 28 квітня 2001 року.
Мерая Кері розпочала The Adventures of Mimi Tour на стадіоні 22 і 24 липня 2006 року.

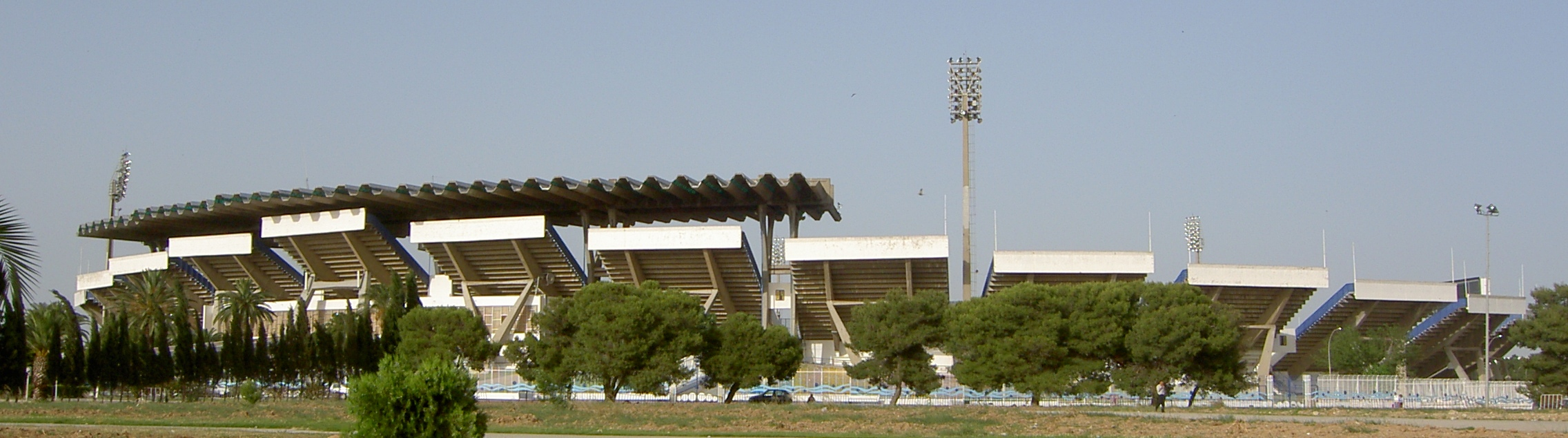
Панорама стадіону Ель-Менза